# Campionati mondiali lunga distanza a squadre di sci alpinismo 2022
I Campionati mondiali lunga distanza a squadre di sci alpinismo 2022 sono stati la 2ª edizione della competizione continentale di sci alpinismo. Si sono svolti il 31 marzo 2022 durante il Tour du Rutor, in Italia. 

## Podi
| Evento         | Oro                                         | Argento                                | Bronzo                                    |
| Gara maschile  | Francia Samuel Equy Mathéo Jacquemoud       | Italia Davide Magnini Matteo Eydallin  | Francia Xavier Gachet William Bon Mardion |
| Gara femminile | Francia Emily Harrop Axelle Gachet-Mollaret | Italia Giulia Murada Alba De Silvestro | Italia Ilaria Veronese Mara Martini       |

## Medagliere
| Posiz. | Nazione | Oro | Argento | Bronzo | Totale |
| ------ | ------- | --- | ------- | ------ | ------ |
| 1      | Francia | 2   | 0       | 1      | 3      |
| 2      | Italia  | 0   | 2       | 1      | 3      |
| Totale | Totale  | 2   | 2       | 2      | 6      |